# 比爾特湖 (倫茨堡-埃肯弗德縣)
54°29′41″N 9°45′14″E / 54.49472°N 9.75389°E

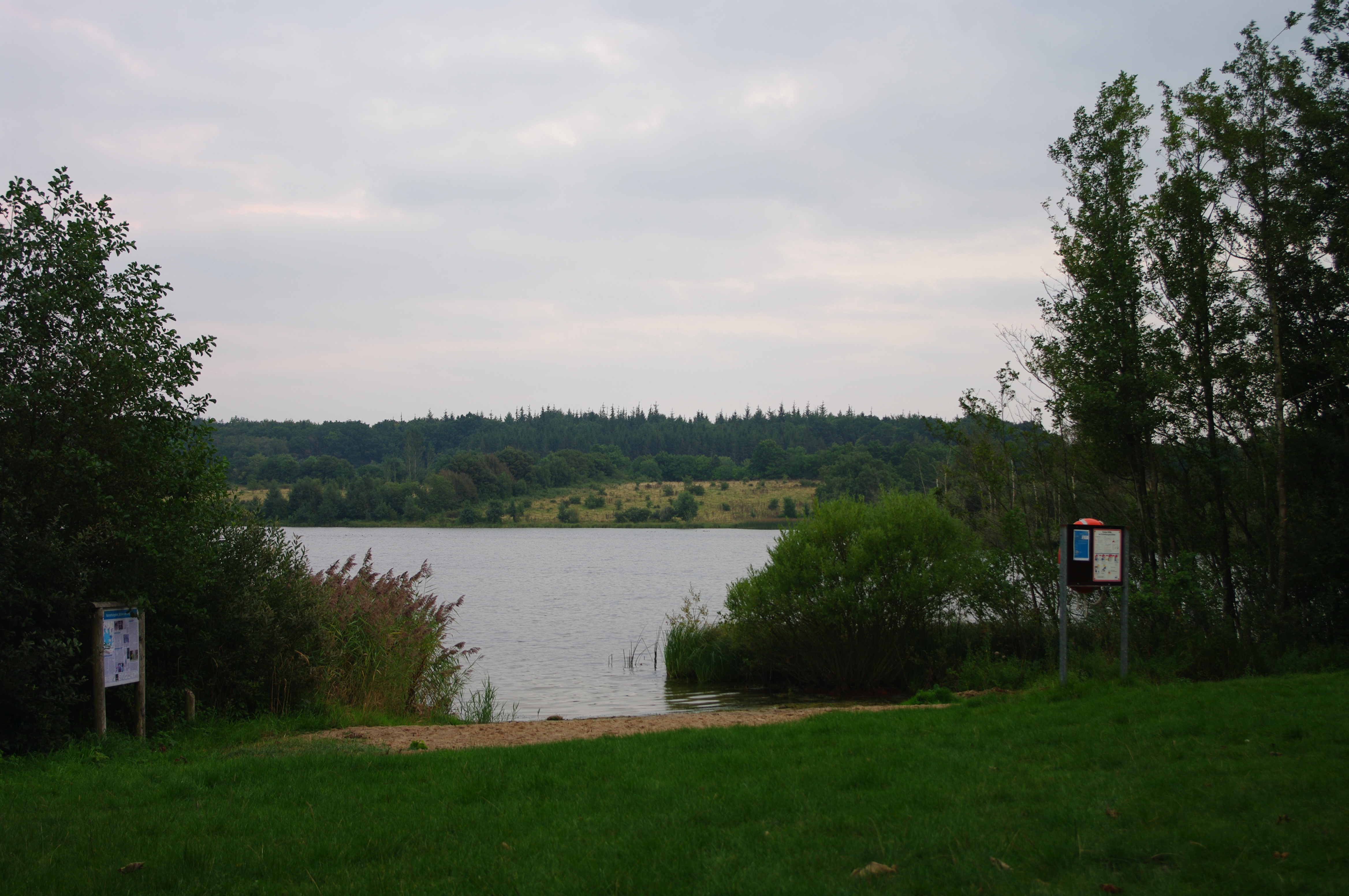

比爾特湖（德語：Bültsee），是德國的湖泊，位於該國北部石勒蘇益格-荷爾斯泰因州，由倫茨堡-埃肯弗德縣負責管轄，面積0.2平方公里，海拔高度9米，平均水深3米，最大水深13米，水體容量60萬立方米，湖岸線長度2.4公里。